# 펠슈킨
펠슈킨(독일어: Felskinn)은 스위스 발레주의 자스-페 위에 위치한 페나인 알프스의 암석 노두이다. 펠슈킨은 미텔알라린에 접근할 수 있는 메트로 알핀의 더 낮은 역이다.

## 접근
자스-페 마을에서 알핀 익스프레스 (모레니아 중간역에서 환승)를 타거나 마을에서 조금 더 상류에 계곡 역이 있는 펜슈킨 곤돌라를 타고 스키 리프트로 펠슈킨역에 접근할 수 있다. 자스-페(2006년에 개조된 케이블카). 에기너요흐에서 트랙을 통해 스키를 탈 수 있다. 그러나 두 곳의 고도차가 100m에 불과해 스키로 접근이 어렵다(코스 시작 지점의 오르막길).
여름에는 1시간 30분(음수 및 양수 고도 약 200m)에 잘 표시된 경로(부분적으로 눈과 빙하 위)를 따라 펠슈킨에서 브리타니아 산장(3,030m)에 도달할 수 있다.
펠슈킨역은 알파인 지하철의 출발 역이 아니다. 자스-페 스키 지역의 대부분은 펠슈킨에서 직접 접근할 수 있다. 특히 ‘펠젠탈’ 또는 ‘절벽의 계곡’이라고 불리는 15a번 트랙을 주목해야 한다. 길이 850m, 높이 300m, 페 빙하의 얼음 위를 직접 지나간다. 가파른 경사와 빙판(폭설 후 제외) 때문에 미숙한 스키어에게는 접근을 권장하지 않는다.